# Nikola Bizanti
Nikola Bizanti (18. st.), hrvatski pravnik iz Crne Gore.
Iz obitelji Bizanti, plemićke obitelji Hrvata iz Kotora.
U rukopisu je ostavio danas samo po naslovu poznat spis u više svezaka Repertorio di tutti gli atti del Foro di Cattaro, odn. Regesta omnium actum Fori Cathari. Sudeći po sadržaju, Bizanti je valjda bio pravnik. Između niza istoimenjaka, koji se javljaju u kotorskim dokumentima u 18. st. mogao bi biti istovjetan s onim odvjetnikom u parnici iz 1782., ili s jednim od trojice navedenih u popisu gradskih obitelji (notarski spisi iz 1782.).
LIT.: Franjo Marija Appendini: Memorie spettanti ad alcuni uomini illustri di Cattaro. Dubrovnik 1811, 17. — Giuseppe Valentinelli: Specimen bibliographicum de Dalmatia et Agro Labeatium. Venetiis 1842, 27. — Miloš I. Milošević: Prilozi za istoriju zanata u Kotoru. Istoriski zapisi, 9(1956) XII/1–2, str. 91, 92. — Risto Kovijanić: Izumiranje kotorske vlastele. Ibid., str. 331.